# Alfred Lacroix
Alfred Antoine François Lacroix (Mâcon, 4 febbraio 1863 – Parigi, 12 marzo 1948) è stato un geologo, mineralogista e vulcanologo francese, noto per la Classificazione dei Tipi di eruzioni vulcaniche che da lui prende il nome.

## Primi anni
Laureatosi molto presto in geologia, allievo di Ferdinand Fouqué (di cui sposò la figlia), diresse la sezione di Mineralogia del Museo nazionale di storia naturale di Parigi. Si applicò dunque con successo allo studio minerario delle colonie francesi d'oltreoceano, elencando e classificando tutti i generi di rocce (lave e rocce effusive su tutte).

## Martinica, 1902: la svolta
L'8 maggio 1902, il Monte Pelée nella Martinica settentrionale ebbe una spaventosa eruzione, che in pochi secondi rase al suolo la vicina città di Saint-Pierre causando oltre 30.000 vittime. Il governo francese inviò sul posto una spedizione scientifica per studiare le cause del disastro, e tra gli studiosi coinvolti c'era anche Lacroix. Questo viaggio (giugno - agosto) e quello successivo (ottobre 1902 - fine 1903) segnarono la svolta fondamentale della vita e della carriera del geologo, che dall'esperienza trasse la monumentale opera "La Montagne Pelée et ses éruptions" (Parigi, 1904), correlata da una vasta sezione fotografica, in cui studiava dettagliatamente la geologia della zona e la catastrofica eruzione. Lacroix fu testimone oculare di molte nubi ardenti e della formazione della cosiddetta Torre (o Spina) di Pelée, raccolse importanti campioni di lava ed ascoltò il racconto dei pochissimi sopravvissuti alla catastrofe, onde poter prendere provvedimenti (insieme al collega americano Thomas A. Jaggar) "affinché mai più i vulcani devastassero una città".

## La "Classificazione Lacroix"
Basandosi prevalentemente sull'esperienza diretta, Lacroix propose la classificazione dei diversi tipi di eruzioni vulcaniche, aggiornando o migliorando alcune preesistenti (tra cui una di Mercalli). Questa classificazione, che in suo onore è chiamata Classificazione Lacroix, è unanimemente considerata ancor oggi la migliore, ed è così suddivisa:
- Tipo Hawaiiano

Le eruzioni sono caratterizzate da abbondanti, ma tranquille, emissioni di lava basaltica molto fluida, generalmente attraverso fratture o coni di scorie che producono spettacolari fontane di fuoco liquido. Tali eruzioni costruiscono edifici vulcanici a scudo o domi lavici piatti, e prendono il nome dall'isola Hawaii e dai suoi vulcani attivi.
- Tipo Stromboliano

Le eruzioni avvengono con frequenze regolari e sono di intensità moderata (il rischio di una violenta esplosione capita raramente); la lava tende a solidificarsi presto nella parte sommitale del cono, creando così degli edifici vulcanici assai scoscesi, mentre l'emissione di vapore e gas è praticamente continua. Prendono il nome dall'isola di Stromboli nell'arcipelago delle Eolie, che per la sua continua attività è detto "il faro del Mediterraneo".
- Tipo Vulcaniano

Le eruzioni di questo tipo producono lava altamente viscosa, che tende spesso ad ostruire il cratere impedendo la via di fuga dei gas. Se il tappo di lava è molto spesso, si verificano forti esplosioni che fanno saltare la parte superiore del cono, originando enormi nubi eruttive a forma di fungo o pino, oltre a colate laviche su tutti i fianchi del vulcano. Tali eruzioni prendono il nome dall'isola di Vulcano, ma sono più tipiche del Vesuvio, per cui ad esse è stato anche coniato il termine di eruzioni Pliniane (dal nome di Plinio il Vecchio e Plinio il Giovane, testimoni dell'eruzione del 79 d.C.)
- Tipo Peléeano

Le eruzioni di quaesto tipo sono fortemente esplosive e caratterizzate da lave ad altissima viscosità. Il tappo di lava che occlude il cratere non riesce a venir demolito dai gas, che quindi, assai surriscaldati (con temperature tra gli 800 e i 1020 gradi), si aprono una via laterale alla base o sui fianchi del cono vulcanico, generando nubi ardenti che rimangono sempre a contatto col suolo ed inceneriscono qualunque cosa trovino sul loro passaggio nel giro di pochi istanti. Tali eruzioni prendono il nome dal Monte Pelée nella Martinica, la cui eruzione del 1902 è l'esempio perfetto del più pericoloso di tutti i cicli vulcanici.
A questi tipi di eruzioni, altri vulcanologi aggiunsero più tardi il:
- Tipo Islandese

Le eruzioni di questo tipo, che prendono il nome dall'omonima isola, sono quelle che producono il maggior numero di lava, che viene prodotta da enormi fessure (lunghe anche parecchi km) e che occupa a volte intere regioni, generando immense nubi eruttive che possono oscurare l'atmosfera. Unico esempio di tale attività in epoca storica è l'eruzione del monte Laki del 1783, che ebbe luogo da una frattura lunga 25 km e le cui ceneri avvolsero l'intero pianeta, causando una carestia globale.
- Tipo Surtseyano

Le eruzioni di questo tipo si verificano esclusivamente in mare, in acque poco profonde, e sono dunque caratterizzate da esplosioni freatiche, cioè dall'interazione tra l'acqua ed il magma, che dà luogo ad abbondantissime emissioni di vapore. Prende il nome dall'isola di Surtsey, emersa al largo dell'Islanda sudoccidentale nel novembre 1963.
Grazie al lavoro svolto in Martinica, Lacroix poté essere eletto segretario della prestigiosa Accademia delle Scienze di Parigi. Passò gli ultimi anni della sua vita a pubblicare numerosissimi (circa 700!) tra libri, trattati e monografie.